# Арни Магнуссон
А́рни Ма́гнуссон (исл. Árni Magnússon, лат. Arnas Magnaeus; 13 ноября 1663[…], Dalasýsla, Вестюрланд — 7 января 1730[…], Копенгаген) — исландский учёный, исследователь и собиратель старо-исландских рукописей. Основатель Арнамагнеанской коллекции.

## Биография
Арни Магнуссон — сын Магнуса Йоунссона и Гудрун Кетильсдоуттир, дочери архидьякона Кетиля Йоурундарссона из Гваммура. Среднее образование Арни Магнуссон получил в 1680—1683 гг. в древнем Скаульхольте, бывшем с 1056 года резиденцией исландских епископов. В 1683 году, вместе с отцом-прокурором, Арни уехал в Данию. Окончил Копенгагенский университет. В 1697 году он стал помощником чиновника Томасара Бартолина, а затем секретарём Королевского секретного архива в Копенгагене. В 1701 году он стал профессором Копенгагенского университета. 
В 1702—1712 годах Арни был в Исландии и вместе с Пали Видалином составил знаменитую Земельную книгу и провёл первую в Северной Европе перепись населения, проведя опись исландского населения, дворов и угодий. В Исландии он успел собрать множество рукописей, документов и редких книг по истории острова. Арни перевёз свою коллекцию рукописей в Копенгаген, где они изучались, переписывались, а некоторые готовились к печати. Пожертвованное им в университетскую библиотеку собрание, известное под именем Арнемагнеанского собрания, состоит из 2000 рукописей, 1600 исландских грамот и 4000 дипломов. ОсуществилВ 1697 году был назначен секретарём Королевского тайного архива (Det Kongelige Gehejmearkiv).
Среди прочего, Арни получил коллекцию рукописей Тормода Торфассона после его смерти в 1719 году.
Основная часть его коллекции пострадала во время Копенгагенского пожара 1728 года, когда дом Арни был объят пламенем. Друзья помогли ему спасти большую часть рукописей, но многое было утрачено (в том числе почти все старопечатные исландские книги). Сохранившиеся материалы Арни завещал Копенгагенскому университету. Копиист и рунолог Йоун Олавссон после пожара восстановил по памяти текст рукописи Саги о Битве на Пустоши, ибо как оригинал, так и только что выполненная им копия погибли в огне.
Имя Арни носит основанный в 1962 году Институт исландских исследований Арни Магнуссона.